# Záslužný kříž ministra obrany České republiky
Záslužný kříž ministra obrany České republiky je nejvyšší vojenské resortní vyznamenání České republiky.

## Historie a podoba vyznamenání

### Zavedení vyznamenání
Zřízen rozkazem ministra obrany České republiky ze dne 16. prosince 1996. 

### Kritéria udělení
Uděluje jej ministr obrany vojákům v činné službě a občanským zaměstnancům, a to za statečnost, odvahu, za úspěšné velení v boji, za zásluhy při úspěšném plnění bojových akcí, za vzorné řízení vojsk a vynikající plnění služebních či pracovních povinností, za vzornou reprezentaci armády a jiné významné zásluhy o resort obrany a jeho rozvoj. Může být udělen občanům České republiky a cizím státním příslušníkům za významnou spolupráci s resortem obrany, za úsilí vynaložené na zajišťování bojeschopnosti a připravenosti Armády České republiky a splnění úkolů ve prospěch AČR.

### Stupně
Záslužný kříž má tři stupně. Nejvyšším stupněm je I. stupeň. První stupeň je ražen z kovu barvy zlata, druhý stupeň z kovu barvy stříbra a třetí stupeň z kovu barvy bronzu. Má tvar dělového kříže o celkové délce ramen 40 mm s kruhovým středem o průměru 15 mm. 

#### Avers
Na lícové straně je v medailonu český lev.

#### Revers
Na rubové straně je dělený španělský štít, v jehož horním poli je horní polovina dvouocasého korunovaného lva a ve spodním poli dva zkřížené meče s čepelemi vzhůru (znak Ministerstva obrany). 

### Stužky
Stužky jednotlivých stupňů se odlišují miniaturou Záslužného kříže vyhotovenou z kovu v barvě příslušného stupně. Stužka má rozměr 38×10 mm. Záslužný kříž je kolmým ouškem a pohyblivým kroužkem zavěšen na 38 mm široké a 60 mm dlouhé průvlečné náprsní stuze světle zeleno-modro-červeno-bílo-světlezeleno-bílo-červeno-modro-světlezelené v poměru 3:2:2:2:20:2:2:2:3.